# Benthana serrana
Benthana serrana là một loài chân đều trong họ Philosciidae. Loài này được Araujo & Lopes miêu tả khoa học năm 2003.